# Phaonia patersoni
Phaonia patersoni este o specie de muște din genul Phaonia, familia Muscidae, descrisă de Zielke în anul 1971. Conform Catalogue of Life specia Phaonia patersoni nu are subspecii cunoscute.